# 陈庆生
陈庆生（1930年—），男，吉林长春人，中国引信技术专家，曾任华东工学院教授、博士生导师。